# ジェリー街へ行く
『ジェリー街へ行く』(Mouse in Manhattan)は、1945年7月7日に公開された『トムとジェリー』の短編アニメ映画。日本においてはパブリックドメインである。

## 概要
今作は完全にジェリーを主役に据えた内容となっており、トムは冒頭とラストのみ登場している。トムとジェリーが一切ケンカせず、ジェリーの動向を叙情的に表現した非常に珍しい作品である。MGM最初期のカートゥーン作品にいくつか存在する「小動物が普段の生活に飽き、外界に出て散々な目に遭って元の場所を恋しく思う」という形式の内容を踏襲する。

## スタッフ
- 監督 - ウィリアム・ハンナ、ジョセフ・バーベラ
- 製作 - フレッド・クインビー（初公開版ではクレジット無し）
- 共同製作 - ウィリアム・ハンナ（クレジット無し）
- 脚本 - ウィリアム・ハンナ、ジョセフ・バーベラ（全員クレジット無し）
- 原画 - ケネス・ミューズ、エド・バージ、レイ・パターソン、アーヴン・スペンス
- アシスタント・アニメーター - バーニー・ポスナー（クレジット無し）
- レイアウト - ハービー・アイゼンバーグ（クレジット無し）
- 背景 - ロバート・ジェントル（クレジット無し）
- 音楽監督 - スコット・ブラッドリー
- 彩色プロセス - テクニカラー
- 録音プロセス - ウェスタン・エレクトリック
- 制作 - メトロ・ゴールドウィン・メイヤー・カートゥーン・スタジオ（英語版）
- 配給 - メトロ・ゴールドウィン・メイヤー、ロウズ・シアター

## 作品内容
| 「 | トムへ。田舎暮らしに飽きたのでネオン輝くブロードウェイへ旅立ちます。さようなら。ジェリーより | 」 |

眠っているトムの元へ書き置きを忍ばせたジェリーはそっと別れを告げ、大都会ニューヨークのマンハッタンへ旅立った。
車に、汽車に、スーツケースに揺られ、憧れの都会へ辿り着いたジェリー。天を衝く都会の摩天楼、マニキュアやヒールの似合う美しい女性たち、ホテルの高速エレベーター、屋上から望む息を呑むほど壮大な夜景…田舎ネズミにはマンハッタンの見せる様々な表情全てが新鮮そのものに見えた。
その後、テラスのテーブル上で人形とダンスをするが、ある拍子にシャンパンの瓶の中にはまってしまい吹き飛ばされる。やっと地面に着地したと思ったもつかの間、都会の凶暴な野良猫の大群に追いかけられ、逃げているうちに宝石屋のショーウィンドーをぶち破ったことから宝石泥棒に間違われ銃撃されかける。
命からがら線路をつたって田舎へと逃げ戻るジェリー。家に着くとトムはまだ眠り込んだまま。ジェリーは書き置きをビリビリに破り、トムの顔中にキスをしまくった。
「田舎でトムと暮らす生活のほうが幸せだ」そう思いながらジェリーは巣穴の中へ入っていく。一方で何が起きたのか皆目見当もつかないトムは、きょとんとするばかりだった。

## 登場キャラクター
ジェリー
田舎暮らしに飽きて大都会ニューヨークへの独り旅を決意。トムに書き置きを残して出かけていく。初めは都会巡りを満喫していたが、そのうち慣れない都会で様々な洗礼を浴び、結局トムの家へ帰ってきて書き置きを破り捨てたのち、恋しくなったトムにキスをした。最後は自身の巣穴前に「楽しい我が家」の看板を掲げた。
トム
自身が寝ている間にジェリーが書き置きを残して出かけ、そして帰ってきていきなりキスされたため困惑していた。本作では冒頭とラストのシーン以外出番がない。
都会ネコたち
大都会の真ん中でジェリーを見つけ一斉に追いかけた。
警察官たち
野良猫から逃れるうちに宝石店のショーウィンドーを割ったジェリーを「宝石泥棒」として銃撃する。
テーブル上の人形
ホテルのレストランテーブルに置かれたマネキンで、ジェリーと一緒に踊った。